# Erik Erstad-Jørgensen
Erik Erstad-Jørgensen (født 17. november 1871 i København, død 12. maj 1945) var en dansk havearkitekt, bror til Troels G. Jørgensen.
Erstad-Jørgensen var søn af rigsarkivar A.D. Jørgensen, blev uddannet som gartner på herregården Fuglsang og på Rosenborg Gartnerlæreanstalt, blev havebrugskandidat 1894, uddannet som havearkitekt hos landskabsgartner Edvard Glæsel, ved rejser i udlandet og på Kunstakademiet. Han var havearkitekt i København fra 1898, medlem af bestyrelsen for Det kongelige danske Haveselskab fra 1907 til 1922, sekretær i samme fra 1912 til 1917, kasserer i Selskabet for dekorativ Kunst fra 1911 til 1925 og sekretær i De samvirkende danske Haveselskaber fra 1913-17. Han var næstformand i Foreningen til Fremme af Kirkegaardskultur i Danmark 1922-25 og medlem af bestyrelsen for Foreningen til Hovedstadens Forskønnelse fra 1929.
Erstad-Jørgensen tegnede større kommunale anlæg, bl.a. til Aalborg, Fredericia, København, Maribo og Randers. Han planlagde haveanlæggene ved Landsudstillingen i Århus 1909, den 4. nordiske Havebrugsudstilling 1912, den 76 ha store Pildamspark i Malmø 1915 og et stort antal herregårds- og villahaver, drivhusanlæg, kirkegårde m.m. Han udgav bøgerne Villahaven (1900), Anlægsgartneri (1926). Hans søn Troels Erstad blev også havearkitekt.
Havearkitektens egen villa, Hattesens Allé 11 på Frederiksberg, er tegnet 1920 af arkitekt Louis Jeppesen og præmieret af kommunen.